# A magyar férfi teke-csapatbajnokságok végeredményei
A magyar férfi teke-csapatbajnokság 1936-tól kerül megrendezésre. A bajnokságot a Magyar Bowling és Teke Szövetség írja ki és rendezi meg.
A bajnokságokat eleinte torna- vagy kieséses rendszerben, 1946-tól (egy-két év kivételével) körmérkőzéses rendszerben bonyolították le, a kilencvenes évektől többször rájátszást is rendeztek. 1953-ig nyolc-, utána hatfős csapatok vettek részt.
A legtöbb bajnoki címet a BKV Előre (BSzKRt SE, Előre SE, Bp. Előre, Bp. Törekvés) nyerte, 27-szer győztek.
A bajnokcsapatokat tartalmazó források (A magyar sport kézikönyve, illetve a szövetség honlapján található lista a csapatbajnokokról Archiválva 2013. november 11-i dátummal a Wayback Machine-ben) 1947-re az Első Kecskeméti Konzervgyárat jelzik bajnoknak, de az MTI Sportkiadás 1948.03.17-i és a Népsport 1948.03.19-i kiadásai alapján az összes elmaradt meccs befejezése után az Előre SE volt a bajnok. 1953-ra az Előre SE-t jelzik bajnoknak, de a Népsport 1953.12.15-i kiadása alapján a Honvéd SE volt a bajnok. A magyar sport kézikönyve 1936-ra nem jelez bajnokot, 1937-re a Petőfi TE-t, míg a szövetség honlapján 1936-ra a Pesterzsébeti Petőfi szerepel, 1937-re a Szegedi Vasutas SE. 1936-ra semmilyen korabeli forrás nem található, míg 1937-ben az MTI Sportkiadás 1937.05.30-i és a Nemzeti Sport 1937.05.31-i kiadása alapján a Szegedi VSE volt a bajnok.

## A bajnokságok végeredményei
1936
1. Pestszenterzsébeti Petőfi TE (forrás nem található)
1937
Kilenc csapat (6 budapesti és 3 vidéki) indult, a csapatok kieséses rendszerben küzdöttek a négyes döntőbe jutásért.
Országos döntő: 1. Szegedi VSE 4067, 2. Előre TE 4015, 3. Pestszenterzsébeti Petőfi TE 3989, 4. Kőbányai Kaszinó TE 3946 fa
1938
A budapesti és vidéki csapatok külön küzdöttek, majd a legjobbak az országos döntőben szerepelhettek.
Országos döntő: 1. Előre TE, 2. Ceglédi MOVE, 3. BSzKRt SE, 4. Kőbányai Kaszinó TE
Döntő: Előre TE–Ceglédi MOVE 4495:4172
Budapest: 1. Előre TE 18, 2. Kőbányai Kaszinó TE 18, 3. BSzKRt SE 16, 4. Pestszenterzsébeti Petőfi TE 16 pont, 5. Hungária GTE, 6. MÁVAG SK, 7. Corvin Áruház SE
Vidék: 1. Ceglédi MOVE, 2. Szegedi VSE
1939
Országos döntő: 1. Előre TE 4332, BSzKRt SE 4182, Kecskeméti MÁV 4177, WMTK Csepel 4168 fa
Budapest: 1. BSzKRt SE 20, 2. Előre TE 18, 3. WMTK Csepel 16, 4. Kőbányai Kaszinó TE 14, 5. BSzKRt SE II. 10, 6. BHÉV SE 6, 7. Corvin Áruház SE 0 pont
Vidék: 1. Kecskeméti MÁV 4, 2. Ceglédi MOVE 4, 3. Szegedi VSE 4 pont
1940
A budapesti és vidéki csapatok külön küzdöttek, majd az elődöntőben a vidéki bajnok játszott a budapesti másodikkal, a győztes játszott a döntőben a budapesti bajnokkal.
Országos döntő: 1. Előre TE (további sorrend nem ismert, az elődöntő első meccsén: Szegedi VSE–WMTK Csepel 3001:2986)
Budapest: 1. Előre TE 22, 2. WMTK Csepel 20, 3. Kőbányai Kaszinó TE 16, 4. MÁVAG SK 10, 5. Corvin Áruház SE 6, 6. BHÉV SE 6, 7. Hűvösvölgyi TE 4 pont
1941
Országos döntő: 1. Előre TE, 2. BSzKRt SE, 3. Ceglédi MOVE
Budapest: 1. BSzKRt SE 22, 2. Előre TE 20, 3. WMTK Csepel 14, 4. Corvin Áruház SE 8, 5. MÁVAG SK 8, 6. Dréher SK 6, 7. BHÉV SE 6 pont
1942
Országos döntő: 1. Előre TE, 2. Kecskeméti MÁV, 3. BSzKRt SE
Döntő: Előre TE–Kecskeméti MÁV 3029:3102 és 3392:3143 Elődöntő: Kecskeméti MÁV–BSzKRt SE 3086:3001 és 3025:3083
Budapest: 1. Előre TE 32, 2. BSzKRt SE 26, 3. WMTK Csepel 24, 4. Kőbányai Kaszinó TE 22, 5. FÉG Lampart SK 18, 6. BHÉV SE 16, 7. MÁVAG SK 14, 8. Ganz TE 12, 9. Polgári Serfőző SE 10, 10. Corvin Áruház SE 6 pont
Vidék: 1. Kecskeméti MÁV 12, 2. Ceglédi MOVE 12, 3. Első Kecskeméti Konzervgyár TE 8, 4. Makói TE 6, 5. Szegedi VSE 2 pont
1943
Országos döntő: BSzKRt SE–Első Kecskeméti Konzervgyár TE 3145:3092
Budapest: résztvevők: BSzKRt SE, Előre TE, Zuglói Danuvia SE, MÁVAG SK, Ganz TE, Corvin Áruház SE, FÉG Lampart SK, Kőbányai Kaszinó TE, Polgári Serfőző SE
Vidék: 1. Első Kecskeméti Konzervgyár TE, 2. Kolozsvári Villamosművek SE
Dél-Magyarország: 1. Első Kecskeméti Konzervgyár TE 10, 2. Kecskeméti MÁV 10, 3. Ceglédi MOVE 4, 4. Kecskeméti KME 0, 5. Makói TE 0 pont
1944
Országos döntő: 1. BSzKRt SE, 2. Székesfehérvári MÁV Előre, 3. Előre TE, 4. Kecskeméti MÁV
Döntő: BSzKRt SE–Székesfehérvári MÁV Előre 3131:3035 és 3160:3033 3. helyért: Előre TE–Kecskeméti MÁV 3156:2357 (a Kecskeméti MÁV 6 játékossal állt ki)
1946
A budapesti bajnokság végeredménye egyben az országos bajnokságé is, nem játszottak a vidéki csapatokkal.
1. Kőbányai Barátság 26, 2. Kistext SE 24, 3. MÁVAG ASE (volt MÁVAG SK) 24, 4. Előre TE 22, 5. Kőbányai Kaszinó TE 22, 6. Előre SE (volt BSzKRt SE) 16, 7. ÉRA SE 16, 8. Pestújhelyi MSC 16, 9. Kőbányai Polgári Serfőző SE 12, 10. Ganz TE 2 pont
Közép-Magyarország: 1. Első Kecskeméti Konzervgyár TE 16, 2. Kecskeméti MÁV 14, 3. Ceglédi MÁV 14, 4. Kecskeméti KME 12, 5. Kecskeméti Gépgyár TE 4, 6. Schiffer-gyári TE 0 pont
1947
Egységes országos bajnokság volt, a budapesti és vidéki csapatok együtt játszottak.
1. Előre SE 46, 2. Első Kecskeméti Konzervgyár 44, 3. Ceglédi MÁV 40, 4. Előre TE 38, 5. MÁVAG ASE 36, 6. Ganz TE 34, 7. Kőbányai TE 32, 8. Kecskeméti MÁV 30, 9. Kistext SE 26, 10. Debreceni VSC 26, 11. Székesfehérvári MÁV Előre 26, 12. Vasas SC 24, 13. Zuglói TE 24, 14. ÉRA SE 22, 15. Kőbányai Barátság 16, 16. Kőbányai Polgári Serfőző SE 12 pont
1948
1. Első Kecskeméti Konzervgyár 49, 2. Előre SE 40, 3. Ceglédi VSE (volt Ceglédi MÁV) 38, 4. Ferencvárosi TC (volt Előre TE) 37, 5. Ganz TE 36, 6. MÁVAG ASE 36, 7. Mezőkémia SE 34, 8. Székesfehérvári VSE (volt Székesfehérvári MÁV Előre) 32, 9. Kecskeméti VSE (volt Kecskeméti MÁV) 30, 10. Kistext SE 26, 11. Hubert SC (volt Kőbányai TE) 26, 12. Debreceni VSC 26, 13. Pápai Toldi 26, 14. Vasas SC 22, 15. ÉRA SE 18, 16. Zuglói TE 4 pont
1949
1. Ceglédi VSE 44, 2. Előre SE 38, 3. Első Kecskeméti Konzervgyár 34, 4. Ganz TE 32, 5. MÁVAG ASE 32, 6. Mezőkémia SE 31, 7. Lampart SK 30, 8. Székesfehérvári Lokomotív (volt Székesfehérvári VSE) 28, 9. Kistext SE 26, 10. MATEOSZ MSE (volt Ferencvárosi TC) 24, 11. Debreceni Lokomotív (volt Debreceni VSC) 23, 12. Pápai SZMTE (volt Pápai Toldi) 22, 13. Hubert SC 20, 14. Kecskeméti VSE 20, 15. Kőbányai Söripai DSK (volt Kőbányai Polgári Serfőző SE) 16 pont, a Vasas SC visszalépett
1950
1. Bp. Előre (volt Előre SE) 45, 2. Szegedi Gázgyár 42, 3. Székesfehérvári Lokomotív 42, 4. Kecskeméti VSK (volt Kecskeméti VSE) 34, 5. Kistext SE 32, 6. Vasas MÁVAG (volt MÁVAG ASE) 32, 7. Debreceni Lokomotív 30, 8. Vasas Lampart (volt Lampart SK) 30, 9. Győri Vasas 30, 10. Pápai Textiles (volt Pápai SZMTE) 28, 11. Központi Lombik (volt Mezőkémia SE) 28, 12. Első Kecskeméti Konzervgyár 27, 13. Ganz Vasas (volt Ganz TE) 26, 14. Meteor Lósport 24, 15. Ceglédi VSK (volt Ceglédi VSE) 22, 16. MÉMOSZ ORLAK 8 pont
1951
A bajnokságot átszervezték, az országos döntőben szakszervezeti csapatok játszottak, a klubcsapatok csak a területi csoportokban játszottak.
Országos döntő: 1. Honvéd SE 6533, 2. SZOT I. 6522, 3. SZOT II. 6322, 4. Dózsa SE 6269, 5. Honvéd SE II. 6216, 6. Bástya SE 6115 fa
Budapesti csoport: 1. Bp. Előre 42, 2. Vasas MÁVAG 32, 3. Csepeli Vasas (volt WMTK Csepel) 28, 4. VM Lósport (volt Meteor Lósport) 26, 5. VL Kistext (volt Kistext SE) 21, 6. Bp. Szikra (volt Központi Lombik) 20, 7. Bp. Kinizsi (volt Ferencvárosi TC) 20, 8. Vasas Ganzvagon (volt Ganz Vasas) 18, 9. Bp. Dózsa 18, 10. Bp. Honvéd 16, 11. Vasas Lampart 15, 12. Bp. Építők 8 pont
1952
Ebben az évben az országos döntőben területi csapatok indultak.
Országos döntő: 1. Budapest I. (Bp. Honvéd) 6542, 2. Pest megye (Ceglédi Építők) 6448, 3. Budapest III. (Vasas Beloiannisz-gyár) 6405, 4. Győr-Sopron megye (Győri Vasas) 6386, 5. Bács-Kiskun megye (Kecskeméti Vasas) 6349, 6. Budapest II. (Bp. Erőmű) 6328, 7. Csongrád megye (Szegedi Postás) 6303, 8. Veszprém megye (Pápai Vörös Lobogó) 6297, 9. Borsod megye (Ózdi Vasas) 6268, 10. Baranya megye (Pécsi Szikra) 6218, 11. Fejér megye (Székesfehérvári Lokomotív) 6199, 12. Békés megye (Békéscsabai Lokomotív) 6170, 13. Vas megye (Szombathelyi Építők) 6123, 14. Hajdú-Bihar megye (Debreceni Lokomotív) 6035, 15. Somogy megye (Kaposvári Kinizsi) 6034, 16. Szabolcs megye (Nyíregyházi Kinizsi) 5956, 17. Nógrád megye (Salgótarjáni Vasas) 5913, 18. Heves megye (Egri Kinizsi) 5795 fa
Országos elődöntő, Budapest: 1. Bp. Honvéd 3200, 2. Bp. Erőmű 3169, 3. Vasas Beloiannisz-gyár 3148 fa, 4. Bp. Előre, 5. VL Kistext, 6. Bp. Postás, 7. Csepeli Vasas, 8. Bp. Gumigyár, 9. Vasas MÁVAG, 10. Vasas Torpedó
Budapesti csoport: 1. Vasas MÁVAG 46, 2. Bp. Előre 43, 3. Vasas Beloiannisz-gyár 34, 4. Bp. Honvéd 32, 5. Csepeli Vasas 28, 6. Bp. Dózsa 24, 7. Vasas Ganzvagon 24, 8. Bp. Kinizsi 22, 9. Vasas Torpedó 22, 10. Traktor Lósport (volt VM Lósport) 21, 11. VL Kistext 18, 12. Bp. Szikra 18, 13. Vasas Kőbányai Zománc (volt Vasas Lampart) 18, 14. Bp. Építők 14 pont
1953
Ebben az évben az országos döntőben ismét szakszervezeti csapatok indultak.
Országos döntő: 1. Honvéd SE 6372, 2. SZOT I. 6360, 3. SZOT II. 6310, 4. Dózsa SE 6128, 5. Spartacus SE 5943, 6. Munkaerőtartalékok SE 5871 fa
Budapest: (nem végeredmények)
Szabadság csoport: 1. Bp. Dózsa	32/19, 2. Vasas Beloiannisz-gyár 30/18, 3. Vasas Gottwald-gyár 26/20, 4. 42. sz. Építők 24/20, 5. Vasas EKA 24/20, 6. Traktor Lósport 22/17, 7. Petőfi Vízművek 22/17, 8. Közlekedési Építők 20/19, 9. Petőfi Tervhivatal 18/19, 10. Bp. Postás 16/17, 11. Petőfi VTSK 8/18, 12. Bp. Fáklya 8/17, 13. Szikra Erjedésipar 4/19, 14. Petőfi Igazságügy 2/20 pont/mérkőzés
Felszabadulás csoport: 1. Vasas MÁVAG 30/16, 2. Vasas Danuvia (volt Vasas Torpedó) 26/17, 3. Bp. Kinizsi 24/17, 4. Építők Furlem 18/17, 5. VM Nemzeti Bank 18/17, 6. Előre MÁVAUT 16/17, 7. Kinizsi Sörgyár 16/17, 8. Vasas Ganzvezérlő 16/17, 9. Vasas Kőbányai Zománc 16/17, 10. Bp. Spartacus 16/17, 11. Vasas Láng-gépgyár 14/17, 12. Fáklya Közoktatásügyi Minisztérium 12/17, 13. Vasas Vörös Csillag Traktorgyár 8/16, 14. Vasas Telefongyár 6/17 pont/mérkőzés
Béke csoport: 1. Csepeli Vasas 34/19, 2. Magyar Gyárépítők 26/17, 3. Szikra Gázművek 22/17, 4. Bp. Erőmű 18/17, 5. Vasas Ikarus 18/17, 6. Kinizsi SZÉL 18/16, 7. Bp. Traktor 16/18, 8. Bp. Szikra 16/17, 9. Fáklya Vasas Minisztérium 16/17, 10. Bp. Lendület 14/18, 11. Honvéd Petőfi 14/16, 12. Kőbányai Szerszám 14/17, 13. Vasas Izzó 8/18, 14. Építők Villanyszerelők 8/18 pont/mérkőzés
Május 1. csoport: 1. Bp. Előre 24/13, 2. Vasas Ganzvagon 18/13, 3. Vasas Elektromos 18/13, 4. VL Kistext 16/13, 5. Szikra Hungária Gumigyár 16/13, 6. Előre Autótaxi 14/13, 7. Szikra Csepeli Papír 14/13, 8. Bp. Bástya 12/13, 9. Vasas MOM 12/13, 10. Vasas Kőbányai Acél (volt Hubert SC) 10/13, 11. Építők Épületszerelők 10/13, 12. Szikra Chinoin 8/13, 13. VM Terményforgalmazás 6/13, 14. Bp. Pénzügyőrök 4/13 pont/mérkőzés
1954
Ebben az évben az országos döntőben ismét területi csapatok indultak.
Országos döntő: 1. Csongrád megye 2494, 2. Fejér megye 2469, 3. Budapest Béke csoport 2398, 4. Győr-Sopron megye 2390 fa
Budapest:
Döntő (a csoportgyőztesek részvételével): 1. Bp. Előre 6, 2. Bp. Dózsa 4, 3. Bp. Kinizsi 2, 4. Magyar Gyárépítők 0 pont
Szabadság csoport: 1. Bp. Dózsa 40, 2. Traktor Lósport 38, 3. Közlekedési Építők 36, 4. Petőfi Vízművek 35, 5. Vasas Turbó (volt Vasas Gottwald-gyár) 34, 6. Bp. Postás 34, 7. Vasas EKA 33, 8. Vasas Beloiannisz-gyár 28, 9. 42. sz. Építők 21, 10. Petőfi Tervhivatal 20, 11. Előre FVV Baross 18, 12. Petőfi VTSK 17, 13. Petőfi Igazságügy 8, 14. Postás Keleti 2 pont
Felszabadulás csoport: 1. Bp. Kinizsi 45, 2. Vasas MÁVAG 44, 3. Vasas Kőbányai Zománc 34, 4. Bp. Spartacus 32, 5. Vasas Danuvia 28, 6. Kinizsi Sörgyár 26, 7. Vasas Láng-gépgyár 26, 8. VM Nemzeti Bank 24, 9. Építők Furlem 24, 10. Fáklya Oktatásügyi Minisztérium 20, 11. Előre MÁVAUT 20, 12. Vasas Ganzvezérlő 20, 13. Vasas Atra 15, 14. Vasas Pénzverő 6 pont
Béke csoport: 1. Magyar Gyárépítők 44, 2. Honvéd Petőfi 42, 3. Csepeli Vasas 42, 4. Bp. Szikra 32, 5. Bp. Traktor 30, 6. Bp. Erőmű 28, 7. Fáklya Vasas Minisztérium 24, 8. Szikra Gázművek 22, 9. Előre FVV Füzesi 20, 10. Bp. Lendület 18, 11. Vasas Ikarus 18, 12. Budafoki Kinizsi 18, 13. Kőbányai Szerszám 14, 14. Kinizsi SZÉL 12 pont
Május 1. csoport: 1. Bp. Előre 46, 2. Vasas Ganzvagon 34, 3. Előre Autótaxi 32, 4. VL Kistext 29, 5. Vasas Elektromos 26, 6. Szikra Csepeli Papír 26, 7. Szikra Hungária Gumigyár 26, 8. Építők Épületszerelők 22, 9. Vasas Kőbányai Acél 20, 10. VM Mezőker 19, 11. Vasas MOM 16, 12. VM Vendéplátóipar 10, 13. Kinizsi SZIT 6 pont, a Bp. Vörös Lobogó (volt Bp. Bástya) visszalépett
1955
Országos döntő: 1. Bp. Törekvés 4978, 2. Pécsi Szikra 4968, 3. Bp. Kinizsi 4940, 4. Vasas MÁVAG 4940, 5. Szegedi Törekvés-Postás 4899, 6. Bp. Dózsa 4848, 7. Pápai Vasas 4843, 8. Ózdi Vasas 4797, 8. Nyíregyházi Kinizsi 4718, 9. Szombathelyi Törekvés 4669 fa
Budapest:
Döntő (a csoportgyőztesek részvételével): 1. Vasas MÁVAG 2453, 2. Bp. Törekvés 2410, 3. Bp. Dózsa és Bp. Kinizsi 2409 fa
Szabadság csoport: 1. Bp. Dózsa 44, 2. Vasas Kőbányai Zománc 40, 3. Szikra Csepeli Papír 38, 4. Vasas Turbó 32, 5. Vasas Ganzvagon 28, 6. 42. sz. Építők 28, 7. Bp. Építők 26, 8. VM Nemzeti Bank 26, 9. VM SZÖVOSZ 26, 10. Vasas Láng-gépgyár 21 (1 pont levonva), 11. Budafoki Kinizsi 18, 12. Törekvés MÁVAUT (volt Előre MÁVAUT) 16, 13. Bp. Spartacus 14, 14. Vasas Ganzkapcsoló 6 pont
Felszabadulás csoport: 1. Bp. Kinizsi 42, 2. Vasas EKA 38, 3. Honvéd Bástya (volt Honvéd Petőfi) 36, 4. VL Kistext 34, 5. Közlekedési Építők 30, 6. Építők Szerelőipar (volt Építők Épületszerelők) 28, 7. Építők Furlem 24, 8. Bp. Erőmű 22, 9. Vasas Danuvia 22, 10. VM Vendéglátó 22, 11. Szikra Chinoin 20, 12. Törekvés FVV Baross (volt Előre FVV Baross) 18, 13. Vasas RM Öntöde 16, 14. Bástya Hárshegy (volt Bp. Lendület) 12 pont
Béke csoport: 1. Vasas MÁVAG 54, 2. Vasas Beloiannisz-gyár 38, 3. 21. sz. Építők (volt Magyar Gyárépítők) 32, 4. Szikra Hungária Gumigyár 29, 5. 62-es Posta 28, 6. Bástya Tervhivatal (volt Petőfi Tervhivatal) 28, 7. Bp. Traktor 26, 8. Bp. Szikra 26, 9. Törekvés FVV Füzesi (volt Előre FVV Füzesi) 26, 10. Vasas Transvill 24, 11. Törekvés FVV Szépilona 24, 12. Vasas MOM 23, 13. VM Tüker 22, 14. Törekvés Autótaxi (volt Előre Autótaxi) 21 (1 pont levonva), 15. Bp. Pénzügyőrök 18 pont
Május 1. csoport: (25 forduló után) 1. Bp. Törekvés (volt Bp. Előre) 44, 2. Vasas Ikarus 36, 3. Traktor Lósport 34, 4. Csepeli Vasas 32, 5. Bástya Vízművek (volt Petőfi Vízművek) 30, 6. Vasas Elektromos 26, 7. Kinizsi Sörgyár 24, 8. Bástya Oktatásügyi Minisztérium (volt Fáklya Oktatásügyi Minisztérium) 24, 9. Bástya VTSK (volt Petőfi VTSK) 24, 10. VM OTP 18, 11. Bástya Kohó és Gépipari Minisztérium (volt Fáklya Vasas Minisztérium) 16, 12. Vasas Kőbányai Acél 16, 13. Szikra Cserző 16, 14. Szikra Gázművek 10 pont
Vidék:
I. csoport (Győr): 1. Pápai Vasas, további résztvevők a tavaszi végeredmény sorrendjében: VL Győri Gyapjúfonó, Pápai Szikra, Győri Wilhelm-Pieck Vasas, Pápai Építők, Oroszlányi Bányász, VL Győri Lenszövő, Pápai Vörös Lobogó, Győri Törekvés, Győri Vasas Szerszámgépgyár, VL Győri Pamutszövő, Pápai Vörös Meteor
II. csoport (Vas): 1. Szombathelyi Törekvés, 2. Soproni Építők, 3. VL Szombathelyi Bőrgyár további résztvevők a tavaszi végeredmény sorrendjében: VL Soproni Selyemipar, Szombathelyi Vörös Meteor, VL Soproni Sotex, Soproni Bástya, Szombathelyi Bástya, Nagykanizsai Bányász, VM Szombathelyi Kisker, Soproni Törekvés-Postás, Zalaegerszegi Bástya
III. csoport (Fejér): 1. Pécsi Szikra, további résztvevők a tavaszi végeredmény sorrendjében: Kaposvári Vörös Meteor, Pécsi Törekvés, Székesfehérvári Bástya, Kaposvári Spartacus, Székesfehérvári Útfenntartó, Székesfehérvári Törekvés, Székesfehérvári Vasas Mekovál, Pécsi Építők, Kaposvári Építők, Kaposvári Bástya, Pécsi Kinizsi
IV. csoport (Borsod): 1. Ózdi Vasas, 2. Perecesi Bányász, 3. Szolnoki Törekvés
V. csoport (Szabolcs): 1. Nyíregyházi Kinizsi, további résztvevők a tavaszi végeredmény sorrendjében: Debreceni Törekvés, Békéscsabai Törekvés, Nyíregyházi Építők, Gyulai Traktor, Nyíregyházi Spartacus, Gyulai Bástya, Debreceni Kinizsi, Nyíregyházi Vörös Meteor, Nyíregyházi Bástya, Békéscsabai Vörös Meteor, Debreceni Törekvés-Postás
VI. csoport (Csongrád): 1. Szegedi Postás, 2. Szegedi Törekvés, 3. Ceglédi Építők további résztvevők a tavaszi végeredmény sorrendjében: Kecskeméti Vasas, Szegedi Bástya, Szegedi Kinizsi, Szegedi Építők, Szegedi Dózsa, Ceglédi Bányász, Kecskeméti Építők, Kecskeméti Törekvés, Kecskeméti Dózsa, Makói Vasas, Ceglédi Törekvés
1956
A bajnokság félbeszakadt.
Budapest: (23 forduló után)
Szabadság csoport: 1. Vasas Turbó 42, 2. Szikra Csepeli Papír 38, 3. Bp. Dózsa 36, 4. Vasas Ganzvagon 32, 5. Vasas Kőbányai Zománc 28, 6. VM SZÖVOSZ 20, 7. Vasas Láng-gépgyár 19, 8. VM Nemzeti Bank 18, 9. 42. sz. Építők 18, 10. Budafoki Kinizsi 18, 11. Törekvés MÁVAUT 16, 12. Bp. Építők 14, 13. Kőbányai Szerszám 12, 14. Vasas Pénzverő 10 pont
Felszabadulás csoport: 1. Bp. Kinizsi 42, 2. Honvéd Bástya 38, 3. VL Kistext 34, 4. Vasas EKA 32, 5. Közlekedési Építők 26, 6. Törekvés FVV Pest 22, 7. Vasas Vörös Csillag Traktorgyár 22, 8. Bp. Erőmű 20, 9. VM Vendéglátó 20, 10. Építők Furlem 18, 11. Vasas Danuvia 16, 12. Vasas Atra 16, 13. Építők Szerelőipar 12, 14. Szikra Chinoin 2 pont (a Honvéd Bástya és a VM Vendéglátó egy meccsel kevesebbet játszott)
Béke csoport: 1. Vasas MÁVAG 36, 2. Vasas MOM 36, 3. Törekvés FVV Füzesi 30, 4. Bástya Tervhivatal 28, 5. Törekvés FVV Buda 26, 6. Szikra Hungária Gumigyár 26, 7. Bp. Traktor 22, 8. 62-es Posta 22, 9. Bp. Szikra 22, 10. Vasas Beloiannisz-gyár 20, 11. 21. sz. Építők 16, 12. Vasas Transvill 16, 13. Vasas Elzett 12, 14. Bástya Opera 10 pont
Május 1. csoport: 1. Bp. Törekvés 44, 2. Vasas Ikarus 34, 3. Csepeli Vasas 30, 4. 29. sz. Építők 28, 5. Vasas Elektromos 26, 6. Bástya VTSK 24, 7. Kinizsi Sörgyár 24, 8. Szikra Cserző 24, 9. Traktor Lósport 22, 10. Vasas Kőbányai Acél 20, 11. Bástya Vízművek 16, 12. Bp. Szerszám 16, 13. VM OTP 8, 14. Bástya Oktatásügyi Minisztérium 4 pont
1957
Minősítő bajnokság az 1957–58-as bajnokságra. Ettől az évtől az egyéni győzelmek alapján kapták a csapatok a pontokat.
Budapest:
I. csoport: 1. Vasas MÁVAG 118, 2. Tervhivatal (volt Bástya Tervhivatal) 110, 3. Baross Hungária SC (volt Szikra Hungária Gumigyár) 109, 4. Transvill SK (volt Vasas Transvill) 104, 5. Opera (volt Bástya Opera) 101, 6. MOM SK (volt Vasas MOM) 97, 7. 21. sz. Építők 90, 8. FVV Buda (volt Törekvés FVV Buda) 88, 9. Traktor 87, 10. Tüker SC (volt VM Tüker) 87 (2 pont levonva), 11. Vasas Beloiannisz-gyár 87 (2 pont levonva), 12. Bp. Postás 81, 13. Kohó és Gépipari Minisztérium (volt Bástya Kohó és Gépipari Minisztérium) 78, 14. Kőbányai Lombik (volt Bp. Szikra) 77, 15. FVV Füzesi (volt Törekvés FVV Füzesi) 70, 16. Vasas Elzett 52 pont
II. csoport: 1. Ferencvárosi TC (volt Bp. Kinizsi) 137, 2. Kistext SE (volt VL Kistext) 115, 3. Közlekedési Építők 111, 4. HM Petőfi (volt Honvéd Bástya) 110, 5. Hárshegy (volt Bástya Hárshegy) 98, 6. Bp. Erőmű 94, 7. Autóbusz SK 92, 8. Atra (volt Vasas Atra) 92, 9. Pamuttextil 98 (2 pont levonva), 10. Chinoin (volt Szikra Chinoin) 76, 11. Furlem (volt Építők Furlem) 73, 12. Egyetértés SC (volt VM Vendéglátó) 71, 13. FVV Baross (volt Törekvés FVV Baross) 68, 14. Épületszerelő SK (volt Építők Szerelőipar) 63 (2 pont levonva), 15. Vörös Csillag Traktorgyár (volt Vasas Vörös Csillag Traktorgyár) 58 pont
III. csoport: 1. Bp. Előre 128, 2. Kőbányai Acél (volt Vasas Kőbányai Acél) 110, 3. Kinizsi Sörgyár 103, 4. Vízművek (volt Bástya Vízművek) 97, 5. Cserző SK (volt Szikra Cserző) 95, 6. Művelődési Minisztérium 93, 7. Nemzeti Bank SK (volt VM Nemzeti Bank) 93, 8. Lósport (volt Traktor Lósport) 92 (2 pont levonva), 9. Drasche SE 90, 10. Csepel SC (volt Csepeli Vasas) 88, 11. Út-vasút SK 83, 12. Vasas Ikarus 83, 13. Elektromos SE (volt Vasas Elektromos) 82, 14. 12. sz. Építők 76, 15. VÁV 65, 16. Bp. Szerszám 60 pont
IV. csoport: 1. Újpesti Dózsa (volt Bp. Dózsa) 116, 2. Lampart SE (volt Vasas Kőbányai Zománc) 115, 3. 42. sz. Építők 111, 4. Csepeli Papír (volt Szikra Csepeli Papír) 109, 5. Rózsa Ferenc Építők 106, 6. MÁVAUT SK (volt Törekvés MÁVAUT) 102, 7. Bp. Spartacus 99, 8. Ganz Villamossági SK (volt Vasas Turbó) 96, 9. Budafoki SZÉL (volt Budafoki Kinizsi) 87, 10. SZÖVOSZ SK (volt VM SZÖVOSZ) 86, 11. Ganz TE (volt Vasas Ganzvagon) 86 (2 pont levonva), 12. Láng-gyár SK (volt Vasas Láng-gépgyár) 66, 13. Gázművek MTE (volt Szikra Gázművek) 62, 14. Kőbányai Szerszám 56, 15. Lágymányosi Asztalos 54 pont (4 pont levonva)
1957–58
Ettől az évtől visszaállították a nemzeti bajnokság rendszerét. A bajnokságot két csoportban játszották, a két csoportgyőztes játszhatott a bajnoki címért.
Döntő: Bp. Előre–Ferencvárosi TC 4:8 és 8:4, az ütött fák döntöttek
Keleti csoport: 1. Ferencvárosi TC 245, 2. Szegedi Építők 244, 3. Szegedi Postás 224, 4. Kecskeméti Gépgyár 213, 5. Újpesti Dózsa 199, 6. Kistext SE 194, 7. Ceglédi Építők 193, 8. EKA SK (volt Vasas EKA) 176, 9. HM Petőfi 172, 10. Nyíregyházi Építők 171, 11. Ganz Villamossági SK 160, 12. Ózdi Vasas 152, 13. Út-vasút SK 152, 14. Nyíregyházi KISE 150 (1 pont levonva), 15. FVF Előre SC 120, 16. Ganz TE 116 pont
Nyugati csoport: 1. Bp. Előre 234, 2. Vasas MÁVAG 219 (1 pont levonva), 3. Győri Lenszövő 215, 4. Győri Vasas ETO 205, 5. Pápai Vasas 201, 6. Pécsi Szikra 199, 7. Csepeli Papír 188, 8. Kaposvári Építők 179, 9. Székesfehérvári Építők 174, 10. Tervhivatal Spartacus 170 (1 pont levonva), 11. Szombathelyi Haladás 159, 12. Győri MÁV DAC 157, 13. Csepel SC 153, 14. Soproni Építők 148 (1 pont levonva), 15. Vasas Ikarus 142 (1 pont levonva), 16. MOM SK 132 pont (1 pont levonva)
1958
1. Újpesti Dózsa 72, 2. Bp. Előre 70, 3. Szegedi Építők 69,5, 4. Ferencvárosi TC 69, 5. Győri Lenszövő 64,5, 6. Kecskeméti Vasas (volt Kecskeméti Gépgyár) 63,5, 7. Vasas MÁVAG 62, 8. Szegedi Postás 61,5, 9. Kistext SE 61,5, 10. Győri Vasas ETO 60, 11. Szegedi VSE 60, 12. Pápai Vasas 56, 13. Bp. Traktor 55,5, 14. Pécsi Szikra 51, 15. Győri Richards 46, 16. Cserző SK 38 pont
1959
1. Bp. Előre 159, 2. Ferencvárosi TC 157,5, 3. Szegedi Postás 139,5, 4. Újpesti Dózsa 139, 5. Pápai Vasas 129,5, 6. Szegedi Építők 122,5, 7. Szegedi VSE 119,5, 8. Kecskeméti Vasas 118,5, 9. Győri Vasas ETO 118, 10. Győri Richards 118, 11. Kistext SE 115, 12. Győri Lenszövő 113,5, 13. Pécsi Szikra 101,5, 14. Bp. Traktor 95,5, 15. Cserző SK 90,5, 16. Ganz-MÁVAG VSE (volt Vasas MÁVAG) 83 pont
1960
1. Bp. Előre 131, 2. Ferencvárosi TC 125, 3. Ózdi Kohász 122, 4. Újpesti Dózsa 120,5, 5. Pápai Vasas 119, 6. Bp. Spartacus 106,5, 7. Kecskeméti Vasas 101,5, 8. Győri Vasas ETO 98,5, 9. Szegedi VSE 98, 10. Szegedi Építők 97,5, 11. Győri Lenszövő 85,5, 12. Szegedi Postás 84,5, 13. Győri Richards 81, 14. Kistext SE 77,5 pont
1961
1. Bp. Előre 113,5, 2. Újpesti Dózsa 107,5, 3. Kecskeméti Vasas 97,5, 4. Ózdi Kohász 95,5, 5. Bp. Spartacus 94, 6. Győri Vasas ETO 91,5, 7. Ferencvárosi TC 85,5, 8. Ceglédi Építők 85,5, 9. Pápai Vasas 85, 10. Szegedi VSE 81,5, 11. Szegedi Építők 73, 12. Oroszlányi Bányász 46 pont
1962
1. Győri Vasas ETO 113,5, 2. Újpesti Dózsa 109, 3. Bp. Előre 108,5, 4. Ferencvárosi TC 98,5, 5. Ceglédi Építők 95, 6. Szegedi VSE 90,5, 7. Pápai Vasas 85, 8. Ganz-MÁVAG VSE 81,5, 9. Bp. Spartacus 73, 10. Cserző SK 73, 11. Kecskeméti Vasas 72,5, 12. Ózdi Kohász 56 pont
1963
1. Újpesti Dózsa 119, 2. Győri Vasas ETO 117, 3. Bp. Előre 114, 4. Ferencvárosi TC 105, 5. Ganz-MÁVAG VSE 94,5, 6. Szegedi VSE 83,5, 7. Pápai Textil 81,5, 8. Bp. Spartacus 76, 9. Pápai Vasas 73,5, 10. Szegedi Építők 73, 11. Ceglédi Építők 71, 12. Cserző SK 48 pont
1964
1. Ferencvárosi TC 125, 2. Pápai Textil 109,5, 3. Bp. Előre 105, 4. Győri Vasas ETO 97, 5. Újpesti Dózsa 97, 6. Szegedi Építők 91,5, 7. Pápai Vasas 83, 8. Ózdi Kohász 80, 9. Ganz-MÁVAG VSE 78,5, 10. Szegedi VSE 74, 11. Bp. Spartacus 63, 12. Szombathelyi Haladás 52,5 pont
1965
1. Ferencvárosi TC 111,5, 2. Győri Vasas ETO 110, 3. Pápai Textil 98, 4. Bp. Előre 98, 5. Szegedi Építők 96,5, 6. Újpesti Dózsa 91,5, 7. Ózdi Kohász 88,5, 8. Pápai Vasas 78,5, 9. MOM SK 76,5, 10. Szegedi VSE 76, 11. Kecskeméti MÁV 74, 12. Ganz-MÁVAG VSE 60 pont
1966
1. Ferencvárosi TC 133,5, 2. Ózdi Kohász 127,5, 3. Pápai Textil 123,5, 4. Pápai Vasas 121,5, 5. Újpesti Dózsa 121, 6. Győri Vasas ETO 113,5, 7. Bp. Előre 107, 8. Szegedi Építők 102, 9. Csepel SC 99, 10. Győri Richards 94,5, 11. Szegedi VSE 93,5, 12. Herendi Építők 90,5, 13. MOM SK 78, 14. Kistext SE 51 pont
1967
1. Ferencvárosi TC 128, 2. Bp. Előre 119, 3. Újpesti Dózsa 115, 4. Ózdi Kohász 112, 5. Pápai Textil 110, 6. Győri Vasas ETO 105, 7. Szegedi VSE 105, 8. Csepel SC 104, 9. MGM Vasas 102, 10. Pápai Vasas 98, 11. Szegedi Építők 95, 12. Pécsi BTC 92, 13. Herendi Építők 87, 14. Győri Richards 84 pont
1968
1. Csepel SC 149, 2. Ferencvárosi TC 122, 3. Bp. Előre 119, 4. Újpesti Dózsa 116, 5. Pápai Textil 111, 6. Győri Vasas ETO 110, 7. Szegedi VSE 105, 8. Ózdi Kohász 103, 9. MGM Vasas 96, 10. Pécsi Szikra 94, 11. Pápai Vasas 93, 12. Zuglói Danuvia 91, 13. Pécsi BTC 87, 14. Szegedi Építők 60 pont
1969
1. Ózdi Kohász 118, 2. Ferencvárosi TC 118, 3. BKV Előre (volt Bp. Előre) 106, 4. Egri Spartacus 105, 5. Rába ETO (volt Győri Vasas ETO) 104, 6. Csepel SC 103, 7. Szegedi VSE 100, 8. MGM Vasas 88, 9. Pápai Vasas 87, 10. Pápai Textil 86, 11. Pécsi Gázművek (volt Pécsi Szikra) 81, 12. Szombathelyi SE 78, 13. Zuglói Danuvia 74 pont, az Újpesti Dózsa visszalépett
1970
1. Ferencvárosi TC 135, 2. Csepel SC 129, 3. BKV Előre 122, 4. Rába ETO 120, 5. Pápai Vasas 113, 6. Pápai Textil 99, 7. Szegedi VSE 98, 8. Szombathelyi SE 98, 9. Pécsi Gázművek 98, 10. Cserző-Erzsébeti MTK (volt Cserző SK) 94, 11. Ganz-MÁVAG VSE 93, 12. Egri Spartacus 91, 13. Szegedi AK 84, 14. Ózdi Kohász 82 pont
1971
Ettől az évtől újra a csapatgyőzelmek alapján kapták a csapatok a pontokat.
1. Ferencvárosi TC 35, 2. MOM SK 33, 3. BKV Előre 32, 4. Csepel SC 30, 5. Pápai Vasas 30, 6. Szegedi VSE 29, 7. Egri Spartacus 27, 8. Rába ETO 24 (1 pont levonva), 9. Pápai Textil 24, 10. Pécsi Gázművek 23, 11. Ganz-MÁVAG VSE 23, 12. Erzsébeti MTK (volt Cserző-Erzsébeti MTK) 20, 13. Szombathelyi SE 16, 14. Vasas Ikarus 15 pont
1972
1. Pápai Vasas 38, 2. BKV Előre 38, 3. Ferencvárosi TC 35, 4. Csepel SC 33, 5. Pécsi Gáz (volt Pécsi Gázművek) 30, 6. MOM SK 28, 7. Szegedi VSE 28, 8. Egri Spartacus 24, 9. Pápai Textil 24, 10. Erzsébeti MTK 23, 11. Szegedi Építők 17, 12. Rózsa Ferenc Építők 16, 13. Ganz-MÁVAG VSE 16, 14. Postás SE 14 pont
1973
1. Ferencvárosi TC 38, 2. BKV Előre 34, 3. Pápai Vasas 32, 4. MOM SK 28, 5. Csepel SC 25, 6. Pécsi Gáz 25, 7. Szegedi VSE 22, 8. Rózsa Ferenc Építők 22, 9. Győri Richards 20, 10. DÉLÉP SC (volt Szegedi Építők) 20, 11. Egri Spartacus 18, 12. Vasas Ikarus 16, 13. Erzsébeti SMTK (volt Erzsébeti MTK) 12 pont, a Pápai Textil visszalépett
1974
1. BKV Előre 34, 2. Ferencvárosi TC 30, 3. MOM SK 28, 4. Pápai Vasas 26, 5. Pécsi Gáz 22, 6. Győri Richards 20, 7. Csepel SC 19, 8. DÉLÉP SC 19, 9. Szegedi VSE 18, 10. Rózsa Ferenc Építők 16, 11. Ózdi Kohász 16, 12. Herendi Építők 16 pont
1975
1. Pápai Vasas 29, 2. Ferencvárosi TC 26, 3. BKV Előre 23, 4. Rózsa Ferenc Építők 23, 5. Szegedi VSE 23, 6. MOM SK 22, 7. DÉLÉP SC 22, 8. Pécsi Gáz 22, 9. Soproni FAC 21, 10. Csepel SC 20, 11. Miskolci Bányász 18, 12. Győri Richards 15 pont
1976
1. Ferencvárosi TC 37, 2. Pápai Vasas 32, 3. MOM SK 28, 4. DÉLÉP SC 26, 5. BKV Előre 24, 6. Csepel SC 22, 7. Pécsi Gáz 21, 8. Soproni Spartacus SFAC (volt Soproni FAC) 19, 9. Bp. Építők (volt Rózsa Ferenc Építők) 18, 10. Sabaria SE (volt Szombathelyi SE) 14, 11. Szolnoki MÁV 14, 12. Szegedi VSE 9 pont
1977
1. Ferencvárosi TC 36, 2. BKV Előre 32, 3. DÉLÉP SC 28, 4. MOM SK 26, 5. Pápai Vasas 24, 6. Pécsi Gáz 22, 7. Borsodi Bányász (volt Miskolci Bányász) 20, 8. Csepel SC 18, 9. Sabaria SE 17, 10. Soproni Spartacus SFAC 15, 11. Bp. Építők 14, 12. Kaposvári Spartacus 12 pont
1978
1. Ferencvárosi TC 32, 2. DÉLÉP SC 26, 3. Pápai Vasas 26, 4. Soproni Spartacus SFAC 26, 5. Sabaria SE 24, 6. MOM SK 23, 7. BKV Előre 22, 8. Pécsi Gáz 20, 9. Szolnoki MÁV 19, 10. Csepel SC 18, 11. Borsodi Bányász 18, 12. Honvéd Ezüst Nyíl 10 pont
1979
1. Ferencvárosi TC 38, 2. Pápai Vasas 28, 3. BKV Előre 28, 4. Sabaria SE 26, 5. Csepel SC 26, 6. Pécsi Gáz 22, 7. Soproni Spartacus SFAC 22, 8. DÉLÉP SC 22, 9. Szolnoki MÁV MTE (volt Szolnoki MÁV) 20, 10. Győri Richards 18, 11. Postás SE 10, 12. MOM SK 4 pont
1980
1. BKV Előre 36, 2. Ferencvárosi TC 32, 3. Pápai Vasas 29, 4. Soproni Spartacus SFAC 24, 5. Pécsi Gáz 24, 6. Sabaria SE 22, 7. DÉLÉP SC 20, 8. Csepel SC 20, 9. Szolnoki MÁV MTE 20, 10. Ózdi Kohász 19, 11. Győri Richards 18, 12. Pápai Ezüst Nyíl 0 pont
1981
1. Ferencvárosi TC 40, 2. BKV Előre 40, 3. Soproni Spartacus SFAC 24, 4. Pápai Vasas 23, 5. DÉLÉP SC 21, 6. Csepel SC 20, 7. Sabaria SE 20, 8. Borsodi Bányász 19, 9. Szolnoki MÁV MTE 19, 10. Dombóvári Spartacus 17, 11. Ózdi Kohász 16, 12. Pécsi Gáz 4 pont
1982
Ebben az évben a bajnokságot két csoportban játszották, a csoportok első helyezettjei játszhattak a bajnoki címért, a másodikok a bronzéremért.
Döntő: 1. BKV Előre, 2. Ferencvárosi TC, 3. Borsodi Bányász, 4. Győri Richards
A csoport: 1. Ferencvárosi TC 18, 2. Borsodi Bányász 14, 3. DÉLÉP SC 14, 4. Szolnoki MÁV MTE 6, 5. Dombóvári Spartacus 4, 6. Építők SC (volt Bp. Építők) 4 pont
B csoport: 1. BKV Előre 18, 2. Győri Richards 12, 3. Sabaria SE 8, 4. Csepel SC 8, 5. Pápai Vasas 8, 6. Soproni Spartacus SFAC 6 pont
1982–83
1. BKV Előre 35, 2. Ferencvárosi TC 33, 3. Győri Richards 28, 4. Pápai Vasas 26, 5. Borsodi Bányász 24, 6. Dombóvári Spartacus 23, 7. Soproni Spartacus SFAC 22, 8. Sabaria SE 22, 9. DÉLÉP SC 19, 10. Csepel SC 14, 11. Építők SC 12, 12. Szolnoki MÁV MTE 6 pont
1983–84
1. BKV Előre 40, 2. Ferencvárosi TC 36, 3. Pápai Vasas 25, 4. Sabaria SE 23, 5. Borsodi Bányász 22, 6. Csepel SC 22, 7. Dombóvári Spartacus 19, 8. Győri Richards 18, 9. DÉLÉP SC 18, 10. Soproni Spartacus SFAC 18, 11. Ceglédi Közgép (volt Ceglédi Építők) 12, 12. Honvéd Ezüst Nyíl 11 pont
1984–85
1. BKV Előre 41, 2. Ferencvárosi TC 34, 3. Pápai Vasas 32, 4. Borsodi Bányász 26, 5. Győri Richards 24, 6. Csepel SC 22, 7. Dombóvári Spartacus 20, 8. Soproni Spartacus SFAC 19, 9. DÉLÉP SC 18, 10. Sabaria SE 16, 11. Dunaújvárosi Építők 8, 12. HÓDGÉP SE 4 pont
1985–86
1. BKV Előre 40, 2. Pápai Vasas 32, 3. Soproni Spartacus SFAC 30, 4. Sabaria SE 28, 5. Dombóvári Spartacus 22, 6. Győri Richards 22, 7. Borsodi Bányász 21, 8. Szegedi EOL-DÉLÉP SE (volt DÉLÉP SC) 17, 9. Ceglédi Közgép 17, 10. Ferencvárosi TC 16, 11. Veszprémi SE 12, 12. Csepel SC 7 pont
1986–87
1. BKV Előre 40, 2. Ferencvárosi TC 33, 3. Pápai Vasas 28, 4. Sabaria SE 25, 5. Győri Richards 23, 6. Dombóvári Spartacus 19, 7. Miskolci Bányász (volt Borsodi Bányász) 19, 8. Soproni Spartacus SFAC 18, 9. Szeged SC (volt Szegedi EOL-DÉLÉP SE) 17, 10. Szolnoki MÁV MTE 15, 11. Pécsi Gáz 14, 12. Ceglédi Közgép 13 pont
1987–88
1. BKV Előre 38, 2. Sabaria SE 34, 3. Pápai Vasas 32, 4. Győri Richards 28, 5. Ferencvárosi TC 24, 6. Lyukóbányai Bányász (volt Miskolci Bányász) 24, 7. Szolnoki MÁV MTE 17, 8. Soproni Spartacus SFAC 16, 9. Szeged SC 16, 10. Szombathelyi Spartacus Styl 15, 11. Dombóvári Spartacus 15, 12. Nyíregyházi Taurus 5 pont
1988–89
1. BKV Előre 42, 2. Ferencvárosi TC 33, 3. Ceglédi Közgép 29, 4. Szolnoki MÁV MTE 25, 5. Soproni Spartacus SFAC 22, 6. Pápai Vasas 20, 7. Szegedi Postás (volt Szeged SC) 20, 8. Szombathelyi Spartacus Styl 19, 9. Győri Richards 18, 10. Sabaria SE 14, 11. Lyukóbányai Bányász 14, 12. Postás SE 8 pont
1989–90
1. BKV Előre 40, 2. Ferencvárosi TC 30, 3. Szegedi Postás 26, 4. Elekthermax Vasas (volt Pápai Vasas) 26, 5. Ceglédi Közgép 22, 6. Győri Richards 22, 7. Szolnoki MÁV MTE 21, 8. Soproni Spartacus SFAC 20, 9. Szombathelyi Spartacus Styl 17, 10. Sabaria SE 16, 11. Pécsi Gáz 12, 12. MOM SK 12 pont
1990–91
1. BKV Előre 40, 2. Ferencvárosi TC 40, 3. Elekthermax Vasas 30, 4. Szegedi Postás 24, 5. Soproni MEDOSZ 19, 6. Szombathelyi Spartacus Styl 19, 7. Ózdi Kohász 18, 8. Sabaria SE 18, 9. Ceglédi Közgép 16, 10. Kaposmérői Építők Spartacus 14, 11. Szolnoki MÁV MTE 13, 12. Győri Richards 12 pont
1991–92
Ebben az évben a bajnokságot két csoportban játszották, majd rájátszásban döntöttek a végső helyezésekért.
Alapszakasz
Keleti csoport: 1. Ferencvárosi TC 16, 2. Ceglédi Közgép 13, 3. Ózdi Kohász 10, 4. Szegedi Postás 10, 5. MOM SK 6, 6. Szolnoki MÁV MTE 5 pont
Nyugati csoport: 1. BKV Előre 18, 2. Elekthermax Vasas 18, 3. Sabaria SE 8, 4. Szombathelyi Spartacus Styl 7, 5. Kaposmérői Építők Spartacus 6, 6. Dombóvári Spartacus 3 pont
Rájátszás
Középszakasz az 1–6. helyért: 1. BKV Előre 16, 2. Elekthermax Vasas 12, 3. Ferencvárosi TC 10, 4. Sabaria SE 8, 5. Ceglédi Közgép 8, 6. Ózdi Kohász 6 pont
1–4. helyért: 1. BKV Előre 21, 2. Elekthermax Vasas 20, 3. Ferencvárosi TC 8, 4. Sabaria SE 5 pont
5–6. helyért: Ceglédi Közgép–Ózdi Kohász 3:5, 6:2
Keleti csoport: 4. Szegedi Postás 20, 5. Szolnoki MÁV MTE 18, 6. MOM SK 16 pont
Nyugati csoport: 4. Szombathelyi Spartacus Styl 23, 5. Kaposmérői Építők Spartacus 13, 6. Dombóvári Spartacus 11 pont
1992–93
Alapszakasz: 1. BKV Előre 24, 2. Elekthermax Vasas 22, 3. Ferencvárosi TC 22, 4. Szegedi Postás 16, 5. Ózdi Spartacus (volt Ózdi Kohász) 12, 6. Ceglédi Közgép 7, 7. Sabaria SE 5, 8. Szombathelyi Spartacus Styl 4 pont
Rájátszás
A csoport (1–4. helyért): 1. BKV Előre 15, 2. Elekthermax Vasas 10, 3. Ferencvárosi TC 10, 4. Szegedi Postás 5 pont
B csoport (5–8. helyért): 5. Ceglédi Közgép 14, 6. Sabaria SE 10, 7. Ózdi Spartacus 9, 8. Szombathelyi Spartacus Styl 7 pont
1993–94
Alapszakasz: 1. BKV Előre 24, 2. Elekthermax Vasas 24, 3. Ferencvárosi TC 19, 4. Szolnoki MÁV MTE 15, 5. Szegedi Postás 15 , 6. Ceglédi Közgép 9, 7. Ózdi Spartacus 5, 8. VAOSZ TK Szombathely (volt Sabaria SE) 4 pont
Rájátszás
A csoport (1–4. helyért): 1. BKV Előre 15, 2. Elmax Vasas 10, 3. Ferencvárosi TC 8, 4. Szolnoki MÁV MTE 7 pont
B csoport (5–8. helyért): 5. Szegedi Postás 13, 6. VAOSZ TK Szombathely 12, 7. Ceglédi Közgép 10, 8. Ózdi Spartacus 5 pont
1994–95
Alapszakasz: 1. Ferencvárosi TC 28, 2. Elmax Vasas 20, 3. BKV Előre 20, 4. Szegedi Postás 14, 5. Soproni Sör 10, 6. Szolnoki MÁV MTE 8, 7. Ceglédi TK (volt Ceglédi Közgép) 7, 8. VAOSZ TK Szombathely 3 pont (a Szolnoki MÁV MTE és a Ceglédi TK egy meccsel kevesebbet játszott)
Rájátszás
A csoport (1–4. helyért): 1. Ferencvárosi TC 32, 2. BKV Előre 24, 3. Elmax Vasas 23, 4. Szegedi Postás 11 pont
B csoport (5–8. helyért): 5. Szolnoki MÁV MTE 32, 6. Ceglédi TK 24, 7. Soproni Sör 19, 8. VAOSZ TK Szombathely 15 pont
1995–96
Alapszakasz: 1. Ferencvárosi TC 24, 2. BKV Előre 20, 3. Elmax Vasas 18, 4. Szolnoki MÁV MTE 18, 5. Szegedi TE (volt Szegedi Postás) 10, 6. Bélapátfalvi Építők 8, 7. Soproni Sör 8, 8. Ceglédi TK 6 pont
Rájátszás
A csoport (1–4. helyért): 1. Ferencvárosi TC 32, 2. BKV Előre 23, 3. Szolnoki MÁV MTE 21, 4. Elmax Vasas 14 pont
B csoport (5–8. helyért): 5. Szegedi TE 30, 2. Bélapátfalvi Építők 23, 3. Ceglédi TK 19, 4. Soproni Sör 18 pont
1996–97
Alapszakasz: 1. BKV Előre 25, 2. Ferencvárosi TC 23, 3. Elmax Vasas 16, 4. Bélapátfalvi Építők 16, 5. Szolnoki MÁV (volt Szolnoki MÁV MTE) 15, 6. Szegedi TE 8, 7. Kaposvári Strabag 8, 8. Ceglédi TK 1 pont
Rájátszás
A csoport (1–4. helyért): 1. BKV Előre 32, 2. Ferencvárosi TC 29, 3. Bélapátfalvi Építők 15, 4. Elmax Vasas 14 pont
B csoport (5–8. helyért): 5. Szolnoki MÁV 26, 6. Kaposvári Strabag 24, 7. Szegedi TE 21, 8. Ceglédi TK 19 pont
1997–98
Alapszakasz: 1. Ferencvárosi TC 28, 2. BKV Előre 22, 3. Bélapátfalvi Építők 16, 4. Szegedi TE 14, 5. DD Gáz SE Pécs (volt Pécsi Gáz) 12, 6. Elmax Vasas 10, 7. Kaposvári Strabag 8, 8. Szolnoki MÁV 2 pont
Rájátszás
A csoport (1–4. helyért): 1. BKV Előre 33, 2. Ferencvárosi TC 28, 3. Szegedi TE 15, 4. Bélapátfalvi Építők 14 pont
B csoport (5–8. helyért): 5. Kaposvári Strabag 28, 6. DD Gáz SE Pécs 28, 7. Szolnoki MÁV 17, 8. Elmax Vasas 17 pont
1998–99
1. Ferencvárosi TC 40, 2. Szegedi TE 32, 3. BKV Előre 32, 4. Bélapátfalvi Építők 30, 5. Soproni Ászok SE (volt Soproni Sör) 28, 6. Elmax Vasas 23, 7. Kaposvári Építők 18, 8. DD Gáz SE Pécs 17, 9. Kaposvári Strabag 16, 10. Herendi Porcelán SK (volt Herendi Építők) 12, 11. Szolnoki MÁV 10, 12. Ceglédi TK 6 pont
1999–2000
1. Szegedi TE 39, 2. BKV Előre 34, 3. Bélapátfalvi Építők 30, 4. Zoltek SE Nyergesújfalu 29, 5. Ferencvárosi TC 27, 6. Elmax Vasas 25, 7. Soproni Ászok SE 17, 8. Herendi Porcelán SK 15, 9. Kaposvári TK (volt Kaposvári Építők) 15, 10. DD Gáz SE Pécs 15, 11. Kaposvári Strabag 14, 12. Bp. Erőmű SE 4 pont
2000–01
1. BKV Előre 43, 2. Szegedi TE 38, 3. Szolnoki MÁV 26, 4. Bélapátfalvi Építők 26, 5. Ferencvárosi TC 22, 6. Soproni Ászok SE 20, 7. DD Gáz SE Pécs 18, 8. Mosonmagyaróvári TE 17, 9. Elmax Vasas 15, 10. Közutasok Kaposvári TK 14, 11. Herendi Porcelán SK 13, 12. Zoltek SE Nyergesújfalu 12 pont
2001–02
1. Szegedi TE 36, 2. BKV Előre 32, 3. Szolnoki MÁV 32, 4. Ferencvárosi TC 22, 5. Soproni Ászok SE 20, 6. Elmax Vasas 20, 7. Bélapátfalvi Építők 19, 8. Ózdi VTC (volt Ózdi Spartacus) 12, 9. Bp. Erőmű SE 9, 10. Közutasok Kaposvári TK 8, 11. Pécsi TSE (volt DD Gáz SE Pécs) 8 pont
2002–03
Rájátszás
A csoport (1–4. helyért): 1. Szegedi TE 45, 2. BKV Előre 31, 3. Szolnoki MÁV 26, 4. Elmax Vasas 20 pont
B csoport (5–8. helyért): 5. Ferencvárosi TC 24, 6. Soproni Ászok SE 23, 7. Fővárosi Vízművek SK 18, 8. Bélapátfalvi Építők 13 pont
2003–04
Alapszakasz: 1. Szegedi TE 21, 2. BKV Előre 16, 3. Zalaegerszegi TK 16, 4. Szolnoki MÁV 15, 5. Soproni Ászok SE 14, 6. Ferencvárosi TC 14, 7. Elmax Vasas 8, 8. Alba Regia SC 8 pont
Rájátszás
A csoport (1–4. helyért): 1. Szegedi TE 38, 2. Zalaegerszegi TK 26, 3. BKV Előre 25, 4. Szolnoki MÁV 23 pont
B csoport (5–8. helyért): 5. Ferencvárosi TC 27, 6. Soproni Ászok SE 24, 7. Elmax Vasas 21, 8. Alba Regia SC 16 pont
2004–05
1. Szegedi TE 36, 2. Zalaegerszegi TK 28, 3. BKV Előre 24, 4. Ferencvárosi TC 17, 5. Soproni Ászok SE 16, 6. Szolnoki MÁV 16, 7. Bélapátfalvai SKE (volt Bélapátfalvi Építők) 16, 8. Elekthermax Vasas 12, 9. Bp. Erőmű SE 9, 10. Közutasok Kaposvári TK 5 pont
2005–06
1. Szegedi TE 34, 2. Zalaegerszegi TK 27, 3. Szolnoki MÁV 23, 4. Ózdi VFTC (volt Ózdi VTC) 18, 5. BKV Előre 16, 6. Soproni Ászok SE 16, 7. Elekthermax Vasas 13, 8. Ferencvárosi TC 12, 9. Bélapátfalvai SKE 12, 10. Nagyberki Attala SE 9 pont
2006–07
Ebben az évben a győzelem 3 pontot ért.
1. Zalaegerszegi TK 51, 2. Szegedi TE 48, 3. Köszolg SC 30, 4. BKV Előre 30, 5. Szolnoki MÁV 30, 6. Elekthermax Vasas 24, 7. Ózdi VFTC 18, 8. Soproni Sörgurítók SE (volt Soproni Ászok SE) 18, 9. Ferencvárosi TC 12, 10. Mosonmagyaróvári TE 9 pont
2007–08
1. Szegedi TE 31, 2. Zalaegerszegi TK 31, 3. Szolnoki MÁV 24, 4. Köszolg SC 21, 5. BKV Előre 20, 6. Soproni Sörgurítók SE 16, 7. Elekthermax Vasas 11, 8. Ózdi VFTC 9, 9. Gravitáció TK 9, 10. Bp. Erőmű SE 8 pont
2008–09
1. Szegedi TE 34, 2. Zalaegerszegi TK 31, 3. Köszolg SC 23, 4. Ferencvárosi TC 20, 5. BKV Előre 17, 6. Szolnoki MÁV 17, 7. Ózdi VFTC 14, 8. Soproni Sörgurítók SE 11, 9. Elekthermax Vasas 7, 10. Mosonmagyaróvári TE	4 pont
2009–10
Alapszakasz: 1. Zalaegerszegi TK 33, 2. Szegedi TE 32, 3. Szolnoki MÁV 22, 4. Ózdi VFTC 22, 5. Ferencvárosi TC 19, 6. BKV Előre 18, 7. Soproni Sörgurítók SE 16, 8. Gravitáció TK 8, 9. Fővárosi Vízművek SK 6, 10. Köszolg SC 4 pont
Rájátszás
Elődöntő: Zalaegerszegi TK–Ózdi VFTC 7:1, 4:4 és Szegedi TE–Szolnoki MÁV 7:1, 5:3
3. helyért: Szolnoki MÁV–Ózdi VFTC 7:1, 1:7
Döntő: Zalaegerszegi TK–Szegedi TE 6:2, 4:4
2010–11
Alapszakasz: 1. Zalaegerszegi TK 34, 2. Szegedi TE 34, 3. Szolnoki MÁV 22, 4. Közutasok Kaposvári TK 21, 5. BKV Előre 20, 6. Ózdi VFTC 12, 7. Szegvári TSE 12, 8. Ferencvárosi TC 11, 9. Gravitáció TK 11, 10. Köszolg SC 3 pont
Rájátszás
Elődöntő: Zalaegerszegi TK–Közutasok Kaposvári TK 7:1, 3:5 és Szegedi TE–Szolnoki MÁV 7:1, 6:2
3. helyért: Szolnoki MÁV–Közutasok Kaposvári TK 6:2, 1:7
Döntő: Zalaegerszegi TK–Szegedi TE 6:2, 5:3
2011–12
Alapszakasz: 1. Szegedi TE 34, 2. Zalaegerszegi TK 33, 3. Szolnoki MÁV 23, 4. Répcelaki SE 20, 5. BKV Előre 18, 6. Bp. Erőmű SE 17, 7. Közutasok Kaposvári TK 16, 8. Ferencvárosi TC 12, 9. Gravitáció TK 7, 10. Ózdi VFTC -1 pont (1 pont levonva)
Rájátszás
1–4. helyért: 1. Szegedi TE 50, 2. Zalaegerszegi TK 49, 3. Szolnoki MÁV 28, 4. Répcelaki SE 27 pont
5–8. helyért: 5. BKV Előre 35, 6. Bp. Erőmű SE 25, 7. Ferencvárosi TC 24, 8. Közutasok Kaposvári TK 23 pont
2012–13
Alapszakasz: 1. Zalaegerszegi TK 34, 2. Szegedi TE 34, 3. Répcelaki SE 26, 4. Ferencvárosi TC 20, 5. Szolnoki MÁV 17, 6. BKV Előre 17, 7. Közutasok Kaposvári TK 13, 8. Győr TC 9, 9. Bp. Erőmű SE 8, 10. Kazincbarcikai Vegyész TSE 2 pont
Rájátszás
1–4. helyért: 1. Zalaegerszegi TK 46, 2. Szegedi TE 42, 3. Répcelaki SE 28, 4. Ferencvárosi TC 22 pont
5–8. helyért: 5. Szolnoki MÁV 28, 6. BKV Előre 20, 7. Közutasok Kaposvári TK 17, 8. Győr TC 15 pont
2013–14
Alapszakasz: 1. Szegedi TE 36, 2. Zalaegerszegi TK 29, 3. Répcelaki SE 27, 4. Ferencvárosi TC 25, 5. BKV Előre 18, 6. Közutasok Kaposvári TK 15, 7. Győr TC 12, 8. Nyíregyházi TK 7, 9. Szolnoki MÁV 6, 10. Ajka Kristály SE 5 pont
Rájátszás
1–4. helyért: 1. Szegedi TE 48, 2. Zalaegerszegi TK 37, 3. Répcelaki SE 31, 4. Ferencvárosi TC 25 pont
5–8. helyért: 5. BKV Előre 25, 6. Közutasok Kaposvári TK 23, 7. Győr TC 17, 8. Nyíregyházi TK 10 pont
2014–15
Alapszakasz: 1. Szegedi TE 36, 2. Zalaegerszegi TK 32, 3. Répcelaki SE 26, 4. Győr TC 23, 5. Közutasok Kaposvári TK 17, 6. BKV Előre 13, 7. Nyíregyházi TK 11, 8. Kazincbarcikai Vegyész TSE 8, 9. Péti MTE 7, 10. Ferencvárosi TC 7 pont
Rájátszás
1–3. helyért: 1. Szegedi TE 44, 2. Zalaegerszegi TK 34, 3. Répcelaki SE 28 pont
4–6. helyért: 4. Győr TC 29, 5. Közutasok Kaposvári TK 21, 6. BKV Előre 15 pont
7–10. helyért: 7. Nyíregyházi TK 22, 8. Ferencvárosi TC 14, 9. Kazincbarcikai Vegyész TSE 12, 10. Péti MTE 9 pont
2015–16
1. Szegedi TE 44, 2. Zalaegerszegi TK 37, 3. Répcelaki SE 34, 4. Szolnoki MÁV 27, 5. Győr TC 24, 6. Ferencvárosi TC 22, 7. Vasasszonyfa SE 17, 8. Közutasok Kaposvári TK 16, 9. Nyíregyházi TK 16, 10. Bp. Erőmű SE 14, 11. Péti MTE 8, 12. BKV Előre 5 pont
2016–17
1. Zalaegerszegi TK 41, 2. Szegedi TE 40, 3. Répcelaki SE 37, 4. Győr TC 32, 5. Szolnoki MÁV 24, 6. Ferencvárosi TC 21, 7. SALGÓZD TK 15, 8. Nyíregyházi TK 14, 9. Közutasok Kaposvári TK 14, 10. Ajka Kristály SE 13, 11. Szegvári TSE 8, 12. Vasasszonyfa SE 5 pont
2017–18
1. Zalaegerszegi TK 42, 2. Szegedi TE 41, 3. Répcelaki SE 36, 4. Győr TC 29, 5. Ferencvárosi TC 25, 6. Szolnoki MÁV 21, 7. Ajka Kristály SE 17, 8. SALGÓZD TK 17, 9. Közutasok Kaposvári TK 15, 10. Balogunyom TK 10, 11. BKV Előre 9, 12. Nyíregyházi TK 2 pont
2018–19
Alapszakasz
I. csoport: 1. Szegedi TE 20, 2. Répcelaki SE 16, 3. Szolnoki MÁV 8, 4. Ajka Kristály SE 8, 5. Kazincbarcikai Vegyész TSE 6, 6. Balogunyom TK 2 pont
II. csoport: 1. Zalaegerszegi TK 17, 2. Ferencvárosi TC 15, 3. SALGÓZD TK 10, 4. Győr TC 8, 5. Közutasok Kaposvári TK 6, 6. Szentgotthárdi VSE 4 pont
Rájátszás
Felsőház: 1. Szegedi TE 24, 2. Répcelaki SE 21, 3. Zalaegerszegi TK 20, 4. Ferencvárosi TC 13, 5. Szolnoki MÁV 8, 6. SALGÓZD TK 4 pont
Alsóház: 7. Győr TC 19, 8. Szentgotthárdi VSE 13, 9. Közutasok Kaposvári TK 11, 10. Kazincbarcikai Vegyész TSE 10, 11. Ajka Kristály SE 10, 12. Balogunyom TK 9 pont
2020–21
1. Szegedi TE 43, 2. Zalaegerszegi TK 41, 3. Répcelaki SE 33, 4. Szentgotthárdi VSE 29, 5. Ferencvárosi TC 27, 6. Győr TC 24, 7. Ajka Kristály SE 15, 8. Közutasok Kaposvári TK 13, 9. Köfém SC 12, 10. Nyíregyházi TK 12, 11. Csákánydoroszlói TE 11, 12. Kazincbarcikai Vegyész TSE 4 pont
2021–22
1. Zalaegerszegi TK 34, 2. Szegedi TE 34, 3. Répcelaki SE 25, 4. Ferencvárosi TC 23, 5. Győr TC 17, 6. Szentgotthárdi VSE 16, 7. Ajka Kristály SE 11, 8. Közutasok Kaposvári TK 10, 9. Nagymizdó SE 8, 10. Szegvári TSE 2 pont